# Литературен критик (1941)
„Литературен критик“ (изписване до 1945 година: Литературенъ критикъ) с подзаглавие Седмичник за критика е седмичник за литературна критика, който излиза в 1941 година в София.

## История
Започва да излиза в януари 1941 година с редактор Зашо Петров Търнин в София и се печата в печатница „Стопанска България“. От 13 брой е с подзаглавие Седмичник за изкуство, критика и култура, а от брой 19 - Седмичник за култура и изкуство. От брой 6 се печата в печатница „Хр. Г. Данов“, а от брой 9 - в печатница „Народен печат“.
Вестникът започва като частно издание, в което редакторът публикува творби на млади писатели и е без идейна насоченост. С брой 6 изданието се обръща към прогресивната литература и критика и отпечатва стихотворението на Никола Вапцаров „Кино“, стихове на Богомил Райнов, разказ на Иван Аржентински и други.
Фактически главен редактор на вестника е Никола Вапцаров от брой 7 до брой 15. В редакцията участва и Емил Шекерджийски. Вестникът застава на позициите на художествения реализъм, на които остава до закриването му от властта. Вестникът е последното място, където се изявяват членовете на Македонския литературен кръжок, в което публикуват творбите си Антон Попов, Михаил Сматракалев, Георги Абаджиев, Антон Великов, Асен Шурдов - Ведров, Димитър Митрев, Коста Веселинов и други.
В брой № 11 от 20 април 1941 г. редакцията на вестника, приветства разгрома на Югославия от германските войски, защото вижда в това възможност потиснатите българи от Македония, Тракия и Западните покрайнини да получат своята свобода. Заглавието на първата страница е: “Честито Възкресение Христово”.